# 过磷酸钙

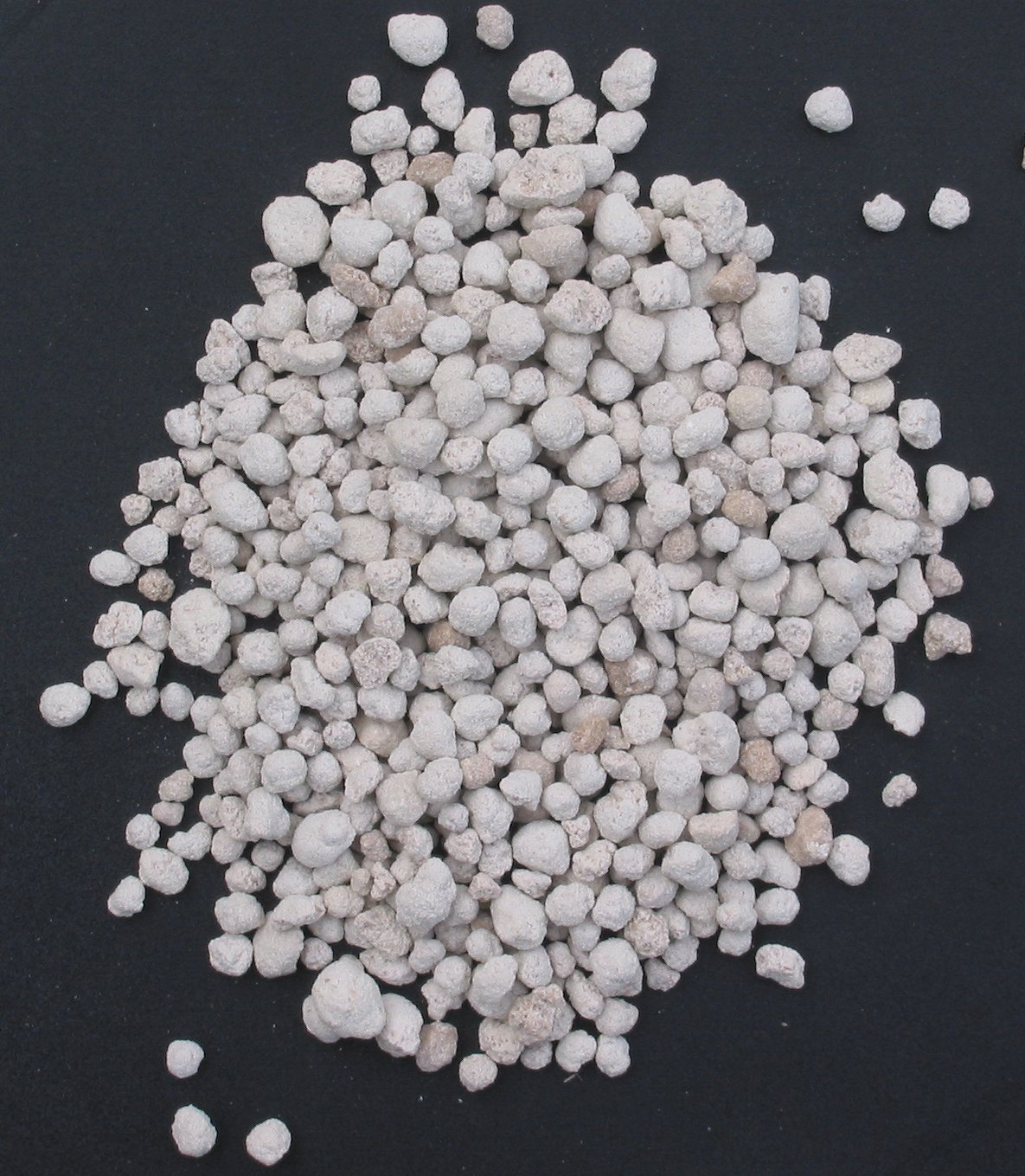
三倍过磷酸钙颗粒，肥料分级是有效磷P_{2}O_{5}含量45％。

过磷酸钙，又称普钙、普通过磷酸钙、过磷酸石灰、过石灰，是一种磷酸盐肥料，其主要成分是磷酸二氫钙（Ca(H2PO4)2·H2O），副成分为硫酸钙（CaSO4），此外还有少量的游离磷酸、游离硫酸、磷酸氫钙和磷酸铁、磷酸铝、磷酸镁等。

## 性质
过磷酸钙一般为疏松多孔的粉状或粒状物，多为灰白色、灰黄色、淡黄色或褐色等，其颜色依磷矿杂质含量不同而有变化。呈微酸性，pH约为3。

## 制备
由75％硫酸与磷矿粉反应或由磷矿湿磨得到的矿浆与浓硫酸反应而得。
{\displaystyle \ Ca_{5}F(PO_{4})_{3}+5H_{2}SO_{4}\rightarrow 5CaSO_{4}+3H_{3}PO_{4}+HF\uparrow }
{\displaystyle \ Ca_{5}F(PO_{4})_{3}+7H_{3}PO_{4}+5H_{2}O\rightarrow 5Ca(H_{2}PO_{4})_{2}\cdot H_{2}O+HF\uparrow }

## 用途
用作肥料，一般能适用于各种土壤，但在石灰性或强酸性土壤中，易被土壤固定；宜制成粒状施用，以提高肥效。可用作基肥和追肥，宜沟施、穴施，也可以喷施。